# Josep Maria Raventós
Josep Maria Raventós Farràs (Barcellona, 23 maggio 1961) è un allenatore di pallacanestro spagnolo.